# 孔祥楨
孔祥楨（1862年8月24日—？），字幹臣、号仲瑤，山東曲阜人。孔子七十五代孫，清末衍圣公孔祥珂族弟，光绪年間的貢生、举人。

## 生平
孔祥楨出生於同治元年（1862年）七月廿九，是衍聖公孔昭煥玄孫，出自孔子世家近支凝祉堂。父親孔繁沂是晚清貢生，官至山西候補同知，母親劉氏祖籍汶上，東河候補通判劉步墀長女。光緒十一年（1885年）乙酉科拔貢中考取貢生，前往京師途中，曾去探望出嫁的姐姐孔祥淑；後在曲阜的光緒二十三年（1897年）丁酉科乡试中，考取举人。依孔府的世職慣例，他先後擔任至聖廟世襲六品官、四氏學教授。

## 家庭
- 長子：孔令煜（1887年—1955年），过继給無子的兄長孔祥桓，曾任中華民國山東省運河船捐局局長、財政廳科長、代理大成至聖先師奉祀官，有三女一子[7]。
  - 孫子女：孔德坤、孔德堳、孔德墉、孔德垿
- 次子：孔令燦（1888年—？），曾當選中華民國山東省第六選區第一屆立法委員；中华人民共和国成立後，曾任第三屆山東省政協委員、民革第四屆委員，有三女四子。
  - 孫子女：孔德堡、孔德坪、孔德埴、孔德塏（夭折）、孔德堅、孔德墴、孔德塽
- 長女：孔令灼（1891年—？），遷居兖州。
- 次女：孔令煌，遷居江蘇南京。
- 三子：孔令烜（1896年—1958年），畢業於美国威斯康星大学，山東省政府技正[8]、山東農學院教授，有一女三子。
  - 孫子女：孔德址、孔德堂（夭折）、孔德坊、孔德堋